# Isomyia albibasis
Isomyia albibasis är en tvåvingeart som först beskrevs av Villeneuve 1917.  Isomyia albibasis ingår i släktet Isomyia och familjen Rhiniidae.
Artens utbredningsområde är Madagaskar. Inga underarter finns listade i Catalogue of Life.